# Церква Вознесіння Господнього (Ялове)
Церква Вознесіння Господнього (Ялове) — дерев'яна церква в селі Ялове, Закарпатської області, Україна, пам'ятка архітектури національного значення (№ 1120).

## Історія
Церква розташована в центрі села на пагорбі, датована XIX століттям (ймовірно 1803 рік, перенесена на нинішнє місце в 1883 році). На початку ХХ століття церкву поновлював майстер Ілько Німець, який збудував церкву в Задільському. Церква була повністю покрита гонтом до 1930 року, коли дах та опасання перекрили бляхою. Надбанний хрест, датується 1903 роком. Іконостас ймовірно був отриманий з розібраної церкви у Воловці. Храм був відремонтований в 1991 році, коли зруби оббили пресованим картоном, відремонтовано баню над вежею, хори побільшили і підперли конструкцію металевим швелером, змінам також піддався розпис іконостасу. Церкву використовує Українська православна церква (Московський патріархат), священник - протоієрей Георгій Ряшко.

## Архітектура
Дослідниками церква віднесена до підстилю барокових церков Воловеччини (верхньої течії Латориці).
Церква побудована з соснових колод, які формують три зруби, поєднані в способом "ластівчиний хвіст". Бабинець, над яким розташована невисока прямокутна башта та п'ятигранна апсида є вужчими за наву. Церква має єдиний дах, двоскатний над навою і бабинцем та переходом на вівтарну частину. Стіни зрубу покриті гонтом. Башту над бабинцем вінчає кулеподібний купол, з маківкою та глухим прямокутним ліхтарем, а її основа має прямокутний фартух. Опасання навколо церкви лежить на кронштейнах та переходить на ганок, який дослідники вважають добудований в пізніший період ніж основна її частина. Вікна церкви розташовані над опасанням мають арочну форму у верхній частині, окрім вікна вівтаря, яке круглої форми. Перекриття всередині церкви має аркове склепіння. Арочний же перехід сформовано між бабинцем та навою.

## Дзвіниця
Поруч з храмом розташована квадратна в плані дерев'яна дроярусна дзвіниця, над відкритим зрубом другого поверху, покритого гонтом розташовано шатрокий дах з маківкою. Зруби з'єднані методом "простий замок". На першому поверсі є двері арочної форми. Дзвіниця має два заломи. На другому ярусі розташовані голосники арочної форми. Дах і опапсання перекриті бляхою. В дзвіниці розташовані три дзвони, один з яких датований 1815 роком і два дзвони відлиті Герольдом Р.  у Хомутові, датовані 1925 роком. Дзвіниця входить до складу пам'ятки архітектури.

## Див також
- Церква святого Миколи Чудотворця (Ізки);
- Іллінська церква (Тишів);
- Покровська церква (Синевирська Поляна);
- Миколаївська церква (Присліп);
- Церква Різдва Пресвятої Богородиці (Пилипець).